# کرید برتن (اداره)
کرید برتن شخصیتی تخیلی از مجموعه تلویزیونی اداره است که بازیگری به همین نام به عنوان نسخه خیالی از خودش را بازی می‌کند. او به عنوان یک مرد مسن که در شرکت داندر میفلین شعبه اسکرانتون، پنسیلوانیا به عنوان مدیر تضمین کیفیت کار می‌کند، به تصویر کشیده شده‌است. او ادعا کرد که در اول نوامبر ۱۹۲۵ متولد شد. در قسمت آخر فصل ۷، کرید مدیر موقت شعبه اسکرانتون می‌شود زیرا شرکت به دنبال استخدام مدیر جدید برای جایگزینی دی‌انجلو ویکرز بود. در قسمت پایانی فصل ۹، کرید به جرم جنایات مختلف خود طی سالها پس از جعل مرگ خود دستگیر شد.

## بررسی
کرید برتن یک هیپی و بی خانمان سابق است که نماینده تضمین کیفیت در شعبه اسکرانتون از شرکت کاغذ داندر میفلین است. در طول سریال آشکارتر می‌شود که او یک جنایتکار است و پس از جعل مرگ خود در فصل ۹ دستگیر می‌شود. در بیشتر مجموعه، کرید بیشترین سن را دارد و از قدیمی‌ترین‌ها در شعبه اسکرانتون است.

### ریشه‌ها
اگرچه از دوران کودکی کرید اطلاعات زیادی در دست نیست اما او ادعا دارد که در ایالات متحده متولد شده‌است و در قسمت «لوتو» مشخص شد که او دارای گذرنامه سوئیس است و بارها به یاد می‌آورد که در یکم نوامبر متولد شده‌است.
در قسمت پایانی، مدیر دوایت شروت به چگونگی حضور کرید در گروه «گرس روتز» در دهه ۱۹۶۰ و همچنین نحوه فروش مواد مخدر، قاچاق گوشت گونه‌های در معرض خطر و سرقت اسلحه‌های درجه ال‌اس‌دی از ارتش اشاره کرد.

### داندر میفلین
کرید در واقع هرگز استخدام نشده بود، او یک روز به داخل اداره می‌رود و مانند یک کارمند عادی کار می‌کند و از آن زمان هر روز مشغول همین کار است. او اکنون به عنوان مدیر تضمین کیفیت فعالیت می‌کند. برای فرار از تقریباً همه مسئولیت‌ها می‌توان روی وی حساب کرد، از مسئولیت‌های شغلی گرفته تا وظایف خود.
در طول مهمانی هالووین در فصل هشتم، کرید به رابرت کالیفرنیا می‌گوید که او از مارها می‌ترسد.